# Crevasse (afzetting)
Een crevasse-afzetting bestaat uit een doorbraak van een rivier die niet heeft doorgezet. Door de doorbraak is een crevassegeul ontstaan met er dichtbij afgezet sediment uit de oeverwal. Crevasse-afzettingen zijn bewaard gebleven doordat ze hoger liggen in het landschap. Een voorbeeld is in de Columbiarivier in Canada te zien. Ook in de Nederlandse Betuwe en langs de rivier de IJssel komt het verschijnsel voor, zoals de Zevenaarse Aa.
Crevasse-afzettingen zijn ontstaan omdat een rivier bij hoge waterstand zijn loop heeft verlegd of tijdelijk overstroomde. Een crevassegeul is de overloopgeul van een rivier die door de oeverwal is gebroken en doodloopt in de kom. Deze geul ligt achter het doorbraakpunt, water en sediment stroomt erdoor naar het komgebied. Het sediment wordt zowel naast de geul afgezet en vormt daar mini-oeverwallen, alsook in een lobvormige afzetting in de achterliggende kom. In dit komgebied neemt de stroomsnelheid sterk af door vegetatie, geringere diepte en het in de breedte uitwaaieren van het instromende water. Hierdoor kan het meegevoerde sediment bezinken. Het sediment bestaat voor een groot deel uit materiaal van de doorgebroken oeverwal. Het sediment kan ook aangevoerd zijn als gevolg van een grote aanvoer van rivierwater, of dichter bij de monding in zee, door getijdewerking. Indien de overstromingen bij herhaling op dezelfde plaats optreden, zal de crevasse-afzetting steeds wat hoger worden. Omdat de geulen door sedimentatie relatief snel verstopt raakten, functioneerden ze niet langer dan enkele jaren tot rond 100 jaar.
Zodra hierdoor de aanvoer van nieuw sediment niet meer plaatsvond, begon zakking op te treden en werden de afzettingen minder zichtbaar in het landschap. Crevasses komen in het Nederlandse rivierengebied algemeen voor.
De crevasse-afzettingen bleken aantrekkelijke vestigingsplaatsen te zijn voor de prehistorische mens. Door de voortdurende toevoer van vers sediment was het een vruchtbaar gebied. Bodemkundigen toonden de aanwezigheid van woonlocaties uit het neolithicum en de bronstijd aan op de afzettingen, bijvoorbeeld nabij Dodewaard en Wijk bij Duurstede. In het laatste geval lag deze onder een vindplaats uit de Romeinse tijd. Bij een onderzoek (1990) in verband met de aanleg van de Betuwelijn bleek dat van de 50 vindplaatsen, er drie op een rivierduin lagen, 20 op een stroomrug langs een rivier en 27 op een crevasse-afzetting. Dit waren geschikte gebieden om te wonen en akkerbouw te bedrijven. Uit bodemkundige en archeologische studies blijkt dat de hogere en soms ook de lagere locaties weinig overlast van overstromingen kenden. De vindplaatsen van nederzettingen liggen vooral in de Betuwe, het Land van Maas en Waal, Bommelerwaard, Alblasserwaard en Land van Altena.
Deze gebieden behoren tot de Formatie van Waalre en de Formatie van Echteld, die elkaar deels overlappen. Het betreft steeds gebieden waar vroeger of tegenwoordig, rivieren stroomden.

## Afbeelding
- Foto van met klei gevulde voormalige waterloop afgedekt door crevasse-afzetting, in de Maalbeek-groeve. In "Stratigrafie en sedimentaire ontwikkeling; het beneden Rijn-Maas systeem." W.E. Westerhoff, proefschrift VU-Amsterdam (2009)